# レッドヴェイル
マーカス・モートン（Marcus Morton, 2004年4月20日 - ）は、レッドヴェイル（redveil）という芸名で知られる、メリーランド州プリンスジョージズ郡出身のアメリカ人ラッパー、ソングライター、レコードプロデューサーである。インストゥルメンタル曲のほとんどを自らプロデュースし、時折、他のアーティストのビートも手掛けている。これまでに『Bittersweet Cry』『Niagara』『Learn 2 Swim』の3枚のアルバムと、『Playing w/ Fire』のEPをリリースしている。